# Bromotheres culicivorus
Bromotheres culicivorus är en tvåvingeart som först beskrevs av White 1918.  Bromotheres culicivorus ingår i släktet Bromotheres och familjen rovflugor. Inga underarter finns listade i Catalogue of Life.